# 캐네디언 에스키모 도그

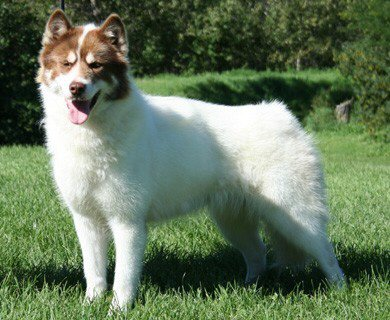

캐네디언 에스키모 도그(Canadian Eskimo Dog) 또는 캐네디언 이누이트 도그(Canadian Inuit Dog)는 북극의 사역견 품종이다. 다른 이름으로는 qimmiq 또는 qimmit("개"를 의미하는 이누이트 언어)가 있다. 그린란드견은 지리적 고립에도 불구하고 별도의 품종으로 간주될 만큼 유전적으로 아직 충분히 갈라지지 않았기 때문에 캐네디언 에스키모 도그와 동일한 품종으로 간주된다.
이 품종은 절멸 위기에 처해 있으며, 2008년에는 순종 (생물학) 개가 300마리에 불과한 것으로 추산된다. 한때 캐나다 북부에서 이누이트가 선호하는 교통 수단으로 사용되었지만, 1960년대에 이르러 전통적인 사역견 팀은 북부에서 점점 더 드물어졌다. 이 품종의 감소에 기여한 요인에는 운송용 설상차의 인기 증가와 전염성 개 질병의 확산이 포함된다. 논란은 1950년에서 1970년 사이에 왕립 캐나다 기마경찰이 이누이트 썰매개를 고의적으로 죽인 것과 최근 이 품종의 개체 수를 늘리려는 노력을 둘러싼 것이다.

## 같이 보기
- 알래스칸 맬러뮤트
- 아메리칸 에스키모 도그
- 시베리안 허스키